# Клайвер Габрієль
Клайвер Габрієль дос Сантуш Кріспім або просто Клайвер Габрієль (порт.-браз. Klayver Gabriel dos Santos Chrispim / Klayver Gabriel; нар. 25 серпня 2003, Бауру, Сан-Паулу, Бразилія) — бразильський футболіст, лівий вінгер львівського «Руху».

## Життєпис
Народився в місті Бауру, штат Сан-Паулу. Футболом розпочав займатися в «Деспортіву Бразіл», але згодом перебрався до «Ферровіарії». Виступав за молодіжну команду вище вказаного клубу, за яку провів 70 матчів та відзначився 8-ма голами. На дорослому рівні дебютував 16 липня 2022 року в програному (0:2) виїзному поєдинку 14-го туру 6-ї групи Серії D проти URT. Клайвер вийшов на поле на 81-й хвилині замість Віктора Ранжела. Після цього ще декілька разів потрапляв до заявки на матчі першої команди в Лізі Пауліста A1, але в жодному з них на поле не виходив.
22 лютого 2024 року перейшов до «Руху», з яким підписав контракт до літа 2028 року. Навесні 2024 року отримав травму. У складі «Руху-2» дебютував 6 квітня 2024 року в нічийному (2:2) домашньому поєдинку 22-го туру Другої ліги України проти київського «Локомотива». Габрієль вийшов на поле в стартовому складі, а на 77-й хвилині його замінив Віктор Ніколаєв. Наступного дня дебютував за першу команду «Руху», в програному (1:3) виїзному поєдинку проти донецького «Шахтаря». Клайвер вийшов на поле на 85-й хвилині замість Олега Федора.

## Стиль гри
Виступає на позиції лівого інвертованого вінґера. Його сильні якості — хороша дрібна техніка, ефективний дриблінг та удар із правої ноги після зміщення до центру.

## Досягнення
- Серія D Бразилії
  -  Срібний призер (1): 2023